# Synagoga w Szadku
Synagoga w Szadku – nieistniejąca synagoga znajdująca się w Szadku przy ulicy Sieradzkiej. 
Synagoga została zbudowana w połowie XIX wieku. Podczas II wojny światowej hitlerowcy zdewastowali synagogę. Po zakończeniu wojny w synagodze mieścił się magazyn zboża Gminnej Spółdzielni "Samopomoc Chłopska". Następnie przez wiele lat stał opuszczony, popadając w ruinę. W 1997 roku synagoga wraz z terenem została zakupiona przez prywatną osobę, która wyburzyła bożnicę, a na jej miejscu postawiła nowy budynek, w którym mieści się warsztat samochodowy.
Murowany z cegły, nieotynkowany budynek synagogi wzniesiony na planie prostokąta, z niewielką trójbocznie zamkniętą apsydą od wschodu, mieszczącą pierwotnie Aron ha-kodesz. Do czasów zburzenia zachował się wystrój zewnętrzny ściany wschodniej.